# Farkas Attila (labdarúgó)
Farkas Attila (Phenjan, 1978. október 5. –) észak-koreai születésű magyar labdarúgó.

## Pályafutása
2004 és 2012 áprilisa között a Lombard Pápa játékosa. 2012 nyarán a Nyíregyháza Spartacus csapatába igazolt.

## Családja
Farkas Attila ikertestvére Farkas Viktor, aki szintén labdarúgó. Farkas Attila szülei Észak-Koreában, a magyar nagykövetségen dolgoztak Phenjanban. Farkas Attila és ikertestvére Phenjanban született. A Farkas ikrek 2 és fél éves korukig Phenjanban éltek, később már a magyarországi nagyszüleinél laktak. 15 éves korukig rendszeresen visszajártak Észak-Koreába nyaralni.